# Ian Duncan
Ian Duncan (Nairobi, 23 giugno 1961) è un ex pilota di rally keniota, vincitore di una gara del campionato del mondo rally.

## Biografia
Ha partecipato al campionato del mondo rally dal 1983 al 1999, disputando ogni anno prevalentemente il solo rally di casa, il Safari Rally, conquistando in tutto quattro volte il podio in questa gara.

## Palmarès

### Podi nel mondiale rally

#### Gruppo N
| # | Anno | Rally               | Navigatore   | Vettura          | Pos. |
| - | ---- | ------------------- | ------------ | ---------------- | ---- |
| 1 | 1990 | Rally dell'Acropoli | Yvonne Mehta | Subaru Legacy RS | 1º   |

#### WRC
| # | Anno | Rally        | Navigatore       | Vettura                     | Pos. |
| - | ---- | ------------ | ---------------- | --------------------------- | ---- |
| 1 | 1993 | Safari Rally | Ian Munro        | Toyota Celica Turbo 4WD     | 3º   |
| 2 | 1994 | Safari Rally | David Williamson | Toyota Celica Turbo 4WD     | 1º   |
| 3 | 1996 | Safari Rally | David Williamson | Toyota Celica Gt-Four ST205 | 3º   |
| 4 | 1997 | Safari Rally | David Williamson | Toyota Celica Gt-Four ST205 | 3º   |

## Risultati nel mondiale rally

### WRC
| 1983 | Scuderia | Vettura             |  |  |  |   |  |  |  |  |  |  |  |  |  |  |  |  | Punti | Pos. |
| ---- | -------- | ------------------- |  |  |  | - |  |  |  |  |  |  |  |  |  |  |  |  | ----- | ---- |
| 1983 |          | Nissan 1200 Pick-Up |  |  |  | 9 |  |  |  |  |  |  |  |  |  |  |  |  | 0     |      |

| 1984 | Scuderia | Vettura          |  |  |  |     |  |  |  |  |  |  |  |  |  |  |  |  | Punti | Pos. |
| ---- | -------- | ---------------- |  |  |  | --- |  |  |  |  |  |  |  |  |  |  |  |  | ----- | ---- |
| 1984 |          | Daihatsu Charade |  |  |  | Rit |  |  |  |  |  |  |  |  |  |  |  |  | 0     |      |

| 1985 | Scuderia | Vettura        |  |  |  |     |  |  |  |  |  |  |  |  |  |  |  |  | Punti | Pos. |
| ---- | -------- | -------------- |  |  |  | --- |  |  |  |  |  |  |  |  |  |  |  |  | ----- | ---- |
| 1985 |          | Toyota Corolla |  |  |  | Rit |  |  |  |  |  |  |  |  |  |  |  |  | 0     |      |

| 1986 | Scuderia | Vettura        |  |  |  |     |  |  |  |  |  |  |  |  |  |  |  |  | Punti | Pos. |
| ---- | -------- | -------------- |  |  |  | --- |  |  |  |  |  |  |  |  |  |  |  |  | ----- | ---- |
| 1986 |          | Toyota Corolla |  |  |  | Rit |  |  |  |  |  |  |  |  |  |  |  |  | 0     |      |

| 1988 | Scuderia              | Vettura         |  |  |  |   |  |  |  |  |  |  |  |  |  |  |  |  | Punti | Pos. |
| ---- | --------------------- | --------------- |  |  |  | - |  |  |  |  |  |  |  |  |  |  |  |  | ----- | ---- |
| 1988 | Fuji Heavy Industries | Subaru RX Turbo |  |  |  | 6 |  |  |  |  |  |  |  |  |  |  |  |  | 6     | 43º  |

| 1989 | Scuderia          | Vettura            |  |  |  |   |  |  |  |  |  |  |  |  |  |  |  |  | Punti | Pos. |
| ---- | ----------------- | ------------------ |  |  |  | - |  |  |  |  |  |  |  |  |  |  |  |  | ----- | ---- |
| 1989 | Toyota Team Kenya | Toyota Supra Turbo |  |  |  | 5 |  |  |  |  |  |  |  |  |  |  |  |  | 8     | 34º  |

| 1990 | Scuderia                      | Vettura          |  |  |     |  |   |  |  |  |  |  |  |  |  |  |  |  | Punti | Pos. |
| ---- | ----------------------------- | ---------------- |  |  | --- |  | - |  |  |  |  |  |  |  |  |  |  |  | ----- | ---- |
| 1990 | Subaru Technica International | Subaru Legacy RS |  |  | Rit |  | 8 |  |  |  |  |  |  |  |  |  |  |  | 3     | 47º  |

| 1991 | Scuderia | Vettura          |  |  |  |   |  |  |  |  |  |  |  |  |  |  |  |  | Punti | Pos. |
| ---- | -------- | ---------------- |  |  |  | - |  |  |  |  |  |  |  |  |  |  |  |  | ----- | ---- |
| 1991 |          | Subaru Legacy RS |  |  |  | 6 |  |  |  |  |  |  |  |  |  |  |  |  | 6     | 36º  |

| 1992 | Scuderia     | Vettura                    |  |  |  |   |  |  |  |  |  |  |  |  |  |  |  |  | Punti | Pos. |
| ---- | ------------ | -------------------------- |  |  |  | - |  |  |  |  |  |  |  |  |  |  |  |  | ----- | ---- |
| 1992 | Toyota Kenya | Toyota Celica GT-4 (ST165) |  |  |  | 6 |  |  |  |  |  |  |  |  |  |  |  |  | 6     | 34º  |

| 1993 | Scuderia            | Vettura                         |  |  |  |   |  |  |  |  |  |  |  |  |  |  |  |  | Punti | Pos. |
| ---- | ------------------- | ------------------------------- |  |  |  | - |  |  |  |  |  |  |  |  |  |  |  |  | ----- | ---- |
| 1993 | Toyota Castrol Team | Toyota Celica Turbo 4WD (ST185) |  |  |  | 3 |  |  |  |  |  |  |  |  |  |  |  |  | 12    | 19º  |

| 1994 | Scuderia            | Vettura                         |  |  |   |  |  |  |  |  |  |  |  |  |  |  |  |  | Punti | Pos. |
| ---- | ------------------- | ------------------------------- |  |  | - |  |  |  |  |  |  |  |  |  |  |  |  |  | ----- | ---- |
| 1994 | Toyota Castrol Team | Toyota Celica Turbo 4WD (ST185) |  |  | 1 |  |  |  |  |  |  |  |  |  |  |  |  |  | 20    | 11º  |

| 1996 | Scuderia     | Vettura                       |  |   |  |  |  |  |  |  |  |  |  |  |  |  |  |  | Punti | Pos. |
| ---- | ------------ | ----------------------------- |  | - |  |  |  |  |  |  |  |  |  |  |  |  |  |  | ----- | ---- |
| 1996 | Toyota Kenya | Toyota Celica GT-Four (ST205) |  | 3 |  |  |  |  |  |  |  |  |  |  |  |  |  |  | 12    | 12º  |

| 1997 | Scuderia     | Vettura                       |  |  |   |  |  |  |  |  |  |  |  |  |  |  |  |  | Punti | Pos. |
| ---- | ------------ | ----------------------------- |  |  | - |  |  |  |  |  |  |  |  |  |  |  |  |  | ----- | ---- |
| 1997 | Toyota Kenya | Toyota Celica GT-Four (ST205) |  |  | 3 |  |  |  |  |  |  |  |  |  |  |  |  |  | 4     | 13º  |

| 1999 | Scuderia     | Vettura            |  |  |   |  |  |  |  |  |  |  |  |  |  |  |  |  | Punti | Pos. |
| ---- | ------------ | ------------------ |  |  | - |  |  |  |  |  |  |  |  |  |  |  |  |  | ----- | ---- |
| 1999 | Toyota Kenya | Toyota Corolla WRC |  |  | 4 |  |  |  |  |  |  |  |  |  |  |  |  |  | 3     | 17º  |

| Legenda | 1º posto | 2º posto | 3º posto | A punti | Senza punti | Ritirato | Squalificato | NP=Non partito C=Gara cancellata | Apice=Power stage |

### Gruppo N
| 1990 | Scuderia | Vettura          |  |  |  |  |   |  |  |  |  |  |  |  |  |  |  |  | Punti | Pos. |
| ---- | -------- | ---------------- |  |  |  |  | - |  |  |  |  |  |  |  |  |  |  |  | ----- | ---- |
| 1990 |          | Subaru Legacy RS |  |  |  |  | 1 |  |  |  |  |  |  |  |  |  |  |  | 13    | 8º   |

| Legenda | 1º posto | 2º posto | 3º posto | A punti | Senza punti | Ritirato | Squalificato | NP=Non partito C=Gara cancellata | Apice=Power stage |